# Visual Tree Assessment

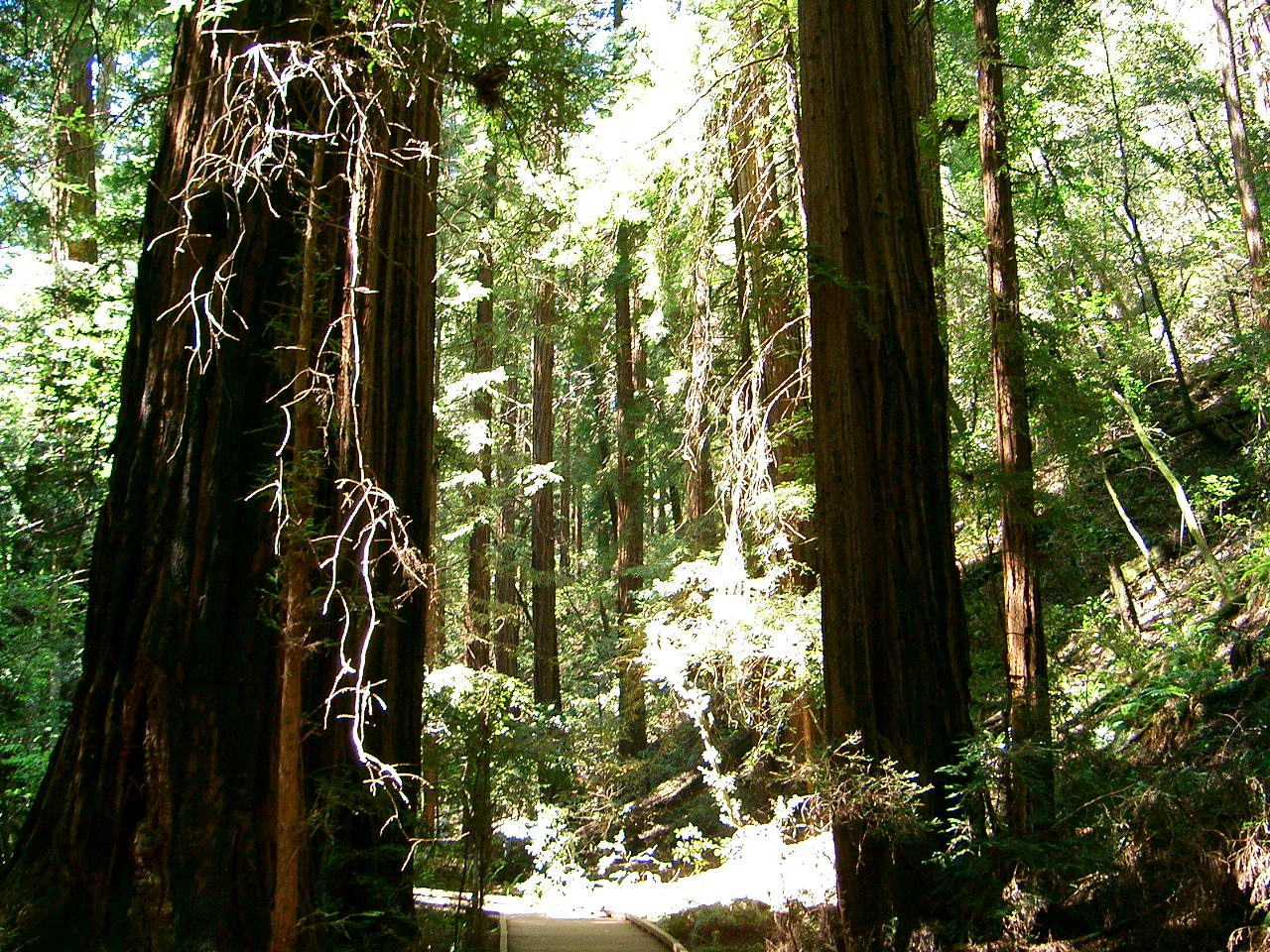
Sequoia sempervirens

Il Visual Tree Assessment (valutazione visiva dell'albero su basi biomeccaniche; in acronimo VTA) (in: Mattheck & Breloer, 1994) è una metodologia di indagine, riconosciuta in molti paesi, che viene eseguita per la valutazione delle condizioni strutturali dell'albero.
Il VTA, le cui esperienze di campo che ne stanno alla base sono state compiute presso il Centro di Ricerche Nucleari di Karlsruhe (D), basa il sistema di controllo visuale tradizionale su fondati principi biomeccanici e definisce i criteri di valutazione del pericolo di crollo o rottura.
Esso si basa sulla identificazione degli eventuali sintomi esterni che l'albero evidenzia in presenza di anomalie a carico del legno interno; anche laddove non esistano cavità o evidenze macroscopiche del decadimento in corso (ad esempio, funghi che si sviluppano sui tessuti legnosi) è possibile, attraverso il riconoscimento di tali sintomi, cogliere il segnale della presenza di difetti meccanici e fisici all'interno dell'albero.
Se vengono individuati dei sintomi di difetto, questi devono essere confermati da metodi di analisi approfonditi e devono poi essere dimensionati. Così, alberi sani vengono esaminati in modo non distruttivo, e solo se i sospetti vengono confermati si procede ad un'indagine più approfondita dell'albero.
In Italia la metodologia VTA è liberamente praticabile non essendo normativamente riservata ad alcun ordine professionale, tuttavia richiede complesse conoscenze interpretative agronomiche, botaniche e forestali. 
In conformità di quanto stabilito dalle sentenze tutti i bandi pubblici per incarichi di VTA/Stabilità delle alberature vengono emanati consentendo la partecipazione di tutti i tecnici del settore.

## Metodo VTA
Il metodo VTA si svolge in tre fasi:
1. Controllo visivo dei difetti e della vitalità. Se non si riscontrano segnali preoccupanti, l'esame è terminato. L'indagine visiva viene effettuata considerando l'albero nella sua interezza e prendendo in considerazione la sua morfologia, il suo aspetto fisiologico e le sue caratteristiche biomeccaniche.
2. Identificazione del difetto. Se vengono riscontrati sintomi di difetti, essi vengono esaminati per mezzo di un'indagine più approfondita (percussione con martello tradizionale, percussione con martello ad impulsi, Resistograph) per stimare la localizzazione del punto debole e la sua espansione assiale.

Il metodo VTA prevede quindi un'analisi più approfondita solo per gli elementi che manifestano uno o più difetti tra quelli sopra elencati.
1. Dimensionamento dello spessore della parete residua. Se il difetto rilevato è preoccupante deve essere dimensionato per valutare lo spessore residuo della sezione trasversale della parete. Come fattore di sicurezza per alberi con piena vegetazione viene assunto il valore t / R maggiore o uguale a 0,3 (dove t è lo spessore di parete residua sana e R è il raggio del tronco nel punto della misurazione). Se dimensionando il difetto si ha la prova di un'alta probabilità di rottura e l'albero è scarsamente vitale, allora è da sostituire. Se deve essere assolutamente risparmiato, perché è un esemplare raro, carico di storia, allora è possibile ridurre i rischi di danneggiamento con opportuni interventi di tipo manutentivo.